# 艾德敷
艾德敷（英語：Dwight Woodbridge Edwards，1883年—1967年），美国传教士，1906年至1949年间在中国传教。

## 生平
1929年6月，经绥远省政府派人多次与中国华洋义赈救灾总会商谈，双方签订《萨托民生渠合同》，商定由华洋义赈会垫款补助开凿民生渠，从1929年7月1日起，由义赈会重组民生渠工程处主持施工，工程处主任由义赈会总干事艾德敷担任，总工程师由塔德担任。
1937年抗日战争爆发后，时任中华基督教青年会全国协会华北区干事的艾德敷抵达天津青年会东马路会所，视察日军入侵时遭到破坏的情况，并与日军交涉，要求其承担战争责任，并赔偿损失。